# You Spin Me Round (Like a Record) (versión de Jessica Simpson)
«You Spin Me Round (Like a Record)» —en español: «Me haces dar vueltas (como un disco)» es una versión interpretada por la cantante estadounidense Jessica Simpson, de un tema original que popularizó la banda Dead or Alive en su álbum Youthquake, publicado en 1985. La versión de Jessica, fue lanzada en los Estados Unidos por Sony BMG Music Entertainment, en el 2007, como sencillo promocional del quinto álbum de estudio de la cantante, A Public Affair. La canción fue compuesta por Pete Burns, Wayne Hussey, Mike Percy, Tim Lever, Steve Coy con letra adicional de Simpson. La canción, pese a que fue cambiada casi totalmente, habla de dos personas que se gustan, todo esto se desarrolla en una discoteca. 
Aunque la canción no cuenta con vídeo musical, sí existe un video performing de "Live Popstars 2006", el cual logró un éxito moderado en Youtube. El tema tuvo gran aceptación entre la comunidad homosexual en los Estados Unidos. «You Spin Me Round (Like a Record)», llegó a la posición número 20 de Bubbling Under Hot 100, que es equivalente a nº120 y en el puesto nº95 de Billboard Pop 100.

## Antecedentes

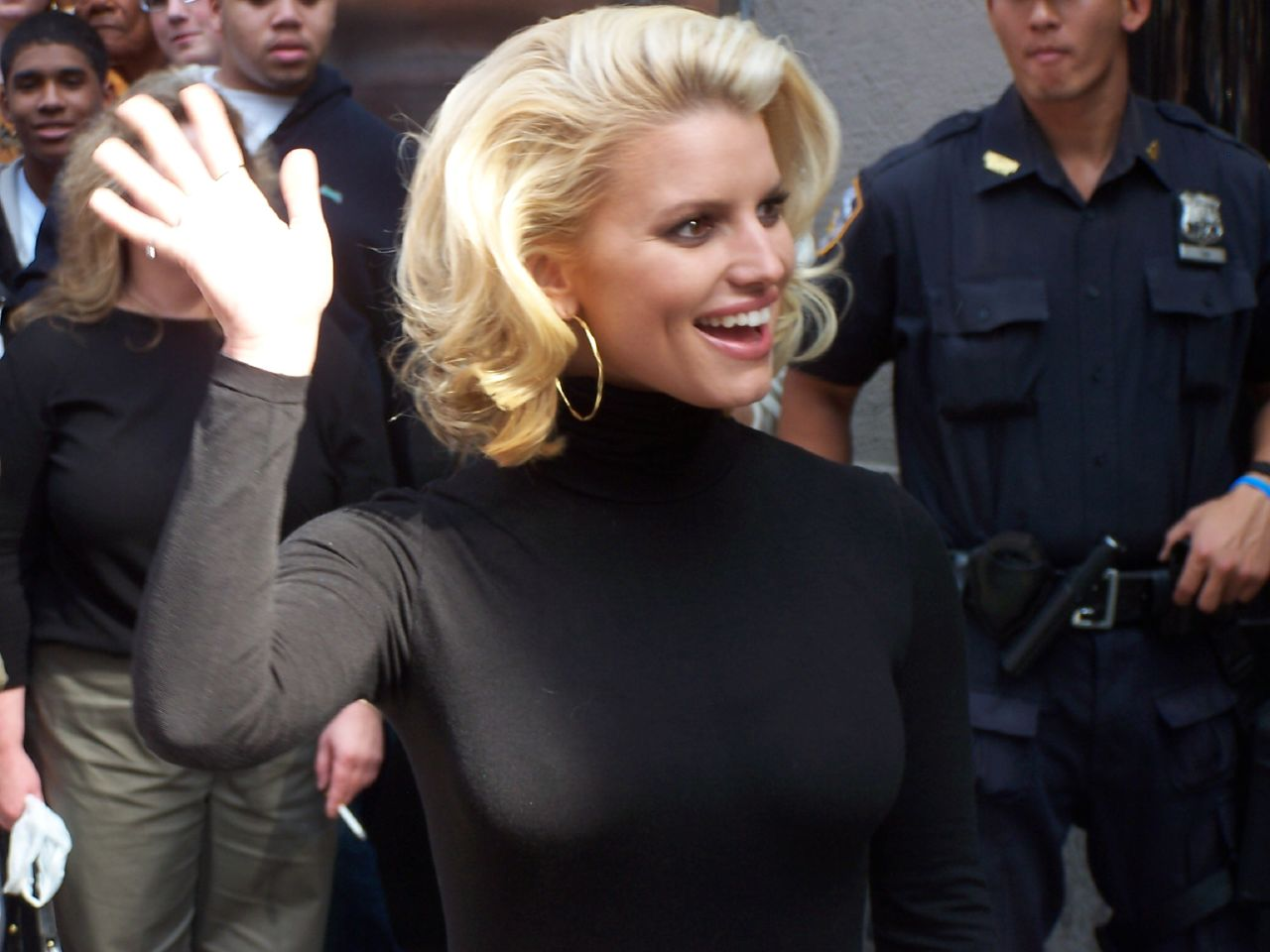
Simpson en agosto de 2006

Hay básicamente dos maneras de lidiar con un divorcio en la música pop: cavar hondo en su alma, o grabar un álbum, con un ritmo y estilo espectacular. Tal vez sea apropiado para la disolución del matrimonio de Jessica Simpson y Nick Lachey - una de las más grandes historias en los tabloides de la década de 2000, por lo menos los cuatro años que estuvieron casados. 
«You Spin Me Round (Like a Record)» es la segunda pista de su álbum A Public Affair, convirtiéndose en la cuarta versión que realiza Simpson en su carrera musical. Este tema es una versión actualizada del éxito de Dead or Alive de la década de 1980, es decir de una forma muy parecida a lo que hizo Rihanna en "SOS", la cual es una versión nueva de "Tainted Love" de Soft Cell.

### Composición
«You Spin Me Round (Like a Record)», fue compuesta por Pete Burns, Wayne Hussey, Mike Percy, Tim Lever, Steve Coy con letra adicional de Simpson. Al respecto, Jessica Simpson declaró que «You Spin Me Round (Like a Record)» era una canción uptempo, con elementos de Dance-pop y Synthpop.

### «You Spin Me Round (Like a Record)» porDead or Alive

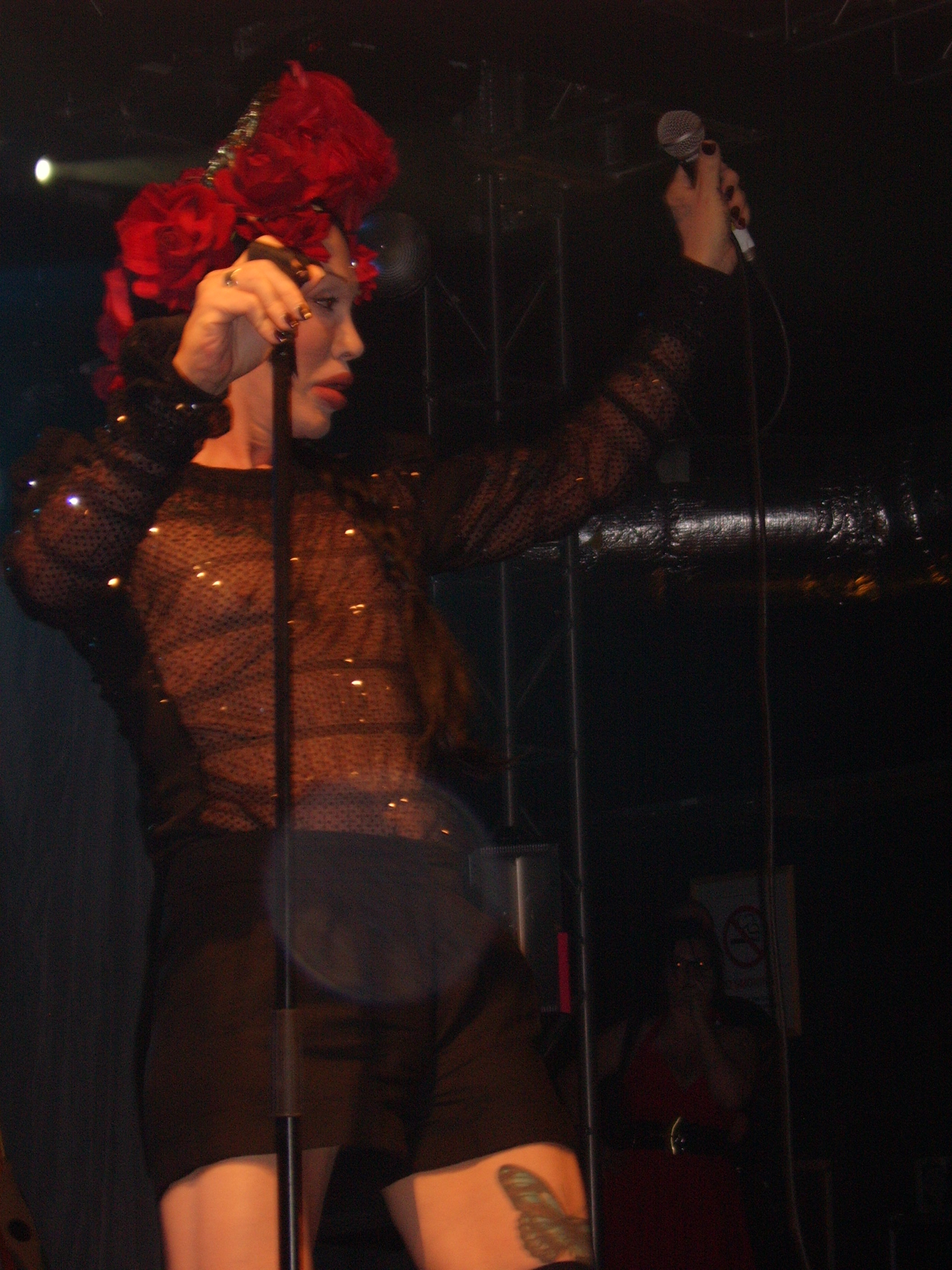
Pete Burns, vocalista de Dead Or Alive.

«You Spin Me Round (Like a Record)» es una canción de Dead Or Alive de su álbum de 1985 "Youthquake". La versión original era de más de cuatro minutos de duración y fue editada para el álbum. La versión ineditada fue lanzada en un CD de los '80 titulado Monster '80s Volume Two. Esta canción fue el primer éxito número uno del trío de producción Stock Aitken Waterman. Lanzada en noviembre de 1984, la grabación llegó al número uno en marzo de 1985, permaneciendo diecisiete semanas ahí. En los Estados Unidos se ubicó en el nº11 en septiembre de ese año.
La canción ha sido relanzada tres veces desde su lanzamiento original en 1984. Cada relanzamiento tuvo éxito, pero falló en su intento de igualar el éxito del lanzamiento original. Sin embargo, después de que el vocalista principal Pete Burns participara en Gran Hermano, el sencillo fue lanzado y consiguió un puesto Top 5 en la lista de éxitos británica en el 2006. El vídeo fue dirigido por Vaughan Arnell y Anthea Benton.

## Lista de canciones
- Digital download

1. «You Spin Me Round (Like a Record)» - 3:49[8]

## Rendimiento en las listas musicales
La versión de Jessica Simpson logró posicionarse en el puesto 95 de Billboard Pop 100, sin embargo, debutó en la posición nº20 de Bubbling Under Hot 100, que es equivalente al nº120. Esta versión tiene un sonido y una letra diferentes al original.

## Listas de popularidad
| América        |         |     |     |   |   |   |
| Estados Unidos | Hot 100 | 120 | 120 | 1 | 1 | - |
| Estados Unidos | Pop 100 | 95  | 95  | 1 | 1 | - |